# Détroit de Malte
Le détroit de Malte (en maltais Il-Fiegu ta' Malta et South Comino Channel en anglais) est le bras de mer qui sépare les îles de Malte et de Comino. Dans sa largeur la plus étroite il fait 1500 mètres de large entre la ponta tal-Mala de la péninsule de Cirkewwa et le ras I-Irquiqa de Comino.